# 水神社 (大田区)
水神社（すいじんじゃ）は東京都大田区の神社。

## 概要
創建年代は不明であるが、昔から羽田漁民の信仰を集めてきた。
毎年5月11日に「水神祭」が執り行われている。船で羽田沖に向かい、神酒を海に捧げ、海上安全と大漁を祈願している。かつては毎年1月・5月・9月の年3回開かれ、海中に投げ込まれた角樽を若者が海に飛び込んで奪い合う勇壮な祭りであった。
境内には、「玉川弁財天」の下宮が祀られている。元々、現在の羽田空港1、2丁目に相当する鈴木新田鎮座の神社で、江戸時代には『江戸名所図会』で取り上げられるほどの景勝地であった。戦後、連合国軍による空港拡張工事によって、同じく鈴木新田に鎮座していた穴守稲荷神社や鈴納稲荷神社などとともに強制退去させられたので、遷座されることになった。尚、上宮は龍王院境内に鎮座している。

## 交通アクセス
- 穴守稲荷駅より徒歩11分（経路案内）。

## 関連文献
- 斎藤長秋 編「巻之二 天璇之部 要島辨財天社」『江戸名所図会』 一、有朋堂書店、460-463頁。NDLJP:1174130/236。